# Vachellia swazica
Acacia swazica é uma espécie de leguminosa do gênero Acacia, pertencente à família Fabaceae.